# 大田恭臣
大田 恭臣（おおた やすおみ、1983年8月8日 - ）は、日本の元俳優。本名：大田 安臣（読みは同じ）。身長180cm、体重65kg、血液型O型。宮崎県宮崎市出身。

## 来歴
2006年に『ライオン丸G』にて俳優デビュー。夢は、スーパー戦隊シリーズに出演することと語っていた。
2009年、芸能事務所・株式会社ラフを設立。代表者となり、所属タレントに高野八誠・渡洋史がいた。
2014年以降、ブログの更新がなくラフのホームページも閉鎖され、現在の活動は不明。

## 出演

### テレビドラマ
- ライオン丸G（2006年、テレビ東京） - 虎錠之介 / タイガージョー 役

### 映画
- 気球クラブ、その後（2006年）
- 秘密潜入捜査官 ワイルドキャッツ in ストリップ ロワイアル（2008年） - 蔦谷翔 役
- 芸者VS忍者 (2008年) - 浪人 役
- MWムウ(2009年) - 大森 役

### CM
- トステム住宅研究所 アイフルホーム